# Miguel Quinteros
Miguel Ángel Quinteros (* 28. Dezember 1947 in Buenos Aires) ist ein argentinischer Schachmeister.

## Leben
Miguel Quinteros spielt Schach seit seinem siebenten Lebensjahr. Er errang 1966 seinen ersten bedeutenden Titel, als er argentinischer Landesmeister wurde (dies konnte er 1980 wiederholen). 1970 verlieh ihm die FIDE den Titel Internationaler Meister, 1973 den Großmeister-Titel. Er gehörte in den 1970er und 1980er Jahren zu den führenden Spielern in Argentinien. Viermal nahm er an Interzonenturnieren teil: 1973 in Leningrad, 1976 in Manila, 1982 in Moskau und 1985 in Biel.
Bei internationalen Turnieren errang er eine Vielzahl von Erfolgen, darunter: Niš (1970, 1. Platz), Olot (1971, geteilter Zweiter), São Paulo (1972, geteilter Erster), Wijk aan Zee (1973, B-Turnier 1.–2.), Torremolinos (1973, 1.–2., geteilt mit Pál Benkő), Ljubljana (1973, 2.–4.), Arrecife (1974, 1.), Lanzarote (1974, 1.), Torremolinos (1975, 1.–2.), Fortaleza (1975, 2.), Caracas (1976, 1.), São Paulo (1977, 2.), London (1977, 2.–4.), Wellington (1978, 1.), Jakarta (1978, 1.–2.), Morón (1982, 1.), Novi Sad (1982, 2.–3.) sowie in Netanja (1983, 1.).
Der Freund Bobby Fischers, der mit ihm auch während Fischers 20-jähriger Schachabstinenz in freundschaftlichem und schachlichem Kontakt stand, spielte 1987 Simultanschach in Kapstadt, Sun City und Johannesburg und wurde daraufhin von der FIDE für drei Jahre gesperrt. Bis zur Aufhebung der Apartheid in Südafrika sanktionierte die FIDE Spieler, die an Turnieren in diesem Land teilnahmen.
Quinteros' wird bei der FIDE als inaktiv geführt, da er seit dem III Copa Ciudad de Berazategui im April 2008 keine Elo-gewertete Partie mehr gespielt hat.
| Hier fehlt eine Grafik, die leider im Moment aus technischen Gründen nicht angezeigt werden kann. Wir arbeiten daran! |

## Nationalmannschaft
Quinteros nahm mit Argentinien an den Schacholympiaden 1970, 1974, 1976, 1980, 1982 und 1984 teil, er erreichte 1976 in Haifa das zweitbeste Einzelergebnis am dritten Brett. Außerdem nahm er an der Mannschaftsweltmeisterschaft 1985 und den panamerikanischen Mannschaftsmeisterschaften 1971 und 1985 teil, die er mit Argentinien gewann.